# Дарницька районна рада

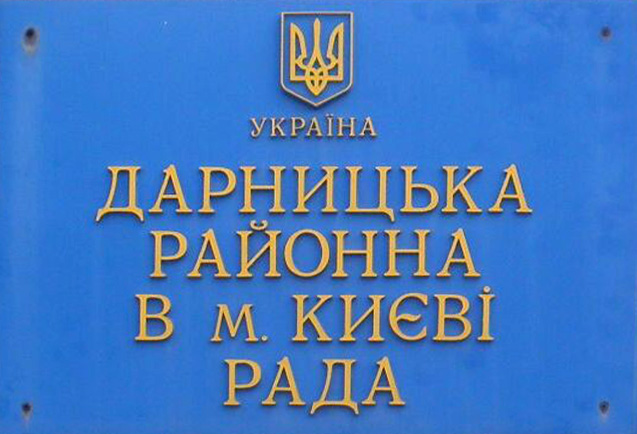
Дарницька Райрада

Дарницька районна у місті Києві рада — представницький орган місцевого самоврядування у Дарницькому районі міста Києва, що існував з 2001 по 2010 рік.

## Історія

Дарницька Райрада

Створена рішенням Київської міської ради від 27 квітня 2001 року № 280/1257 «Про межі нових адміністративних районів м. Києва та організаційні заходи по проведенню адміністративно-територіальної реформи» та від 29 листопада 2001 року № 126/1560 «Про внесення змін та доповнень до рішення Київради від 27.04.01 р. № 280/1257».
Ліквідована рішенням Київської міської ради від 31.10.2010 року.

## Правові засади діяльності
Здійснення державницьких функцій, як органу місцевого самоврядування на відповідній адміністративно-територіальній одиниці (район у місті Києві) в межах повноважень встановлених Конституцією України і відповідно до законів України (ч.2 ст.6 Конституції України).
Нормативно-правовими засадами діяльності райрад, як органу місцевої самоврядування є: Конституція України, «Про столицю України — місто-герой Київ», Закон України «Про місцеве самоврядування в Україні», а також інші закони України.

## Підрозділи
- Секретаріат
- Юридичний відділ
- Відділ по роботі з постійними комісіями
- Відділ організаційно-методичної роботи
- Відділ бухгалтерського обліку та звітності

## Комісії

### Постійні комісії
- Постійна комісія з питань самоврядування, інформаційної політики та зв'язків із громадськими об'єднаннями
- Постійна комісія з питань сім'ї, молоді, фізичної культури та спорту
- Постійна комісія з питань освіти та культури
- Постійна комісія з питань охорони здоров'я та соціального захисту
- Постійна комісія з питань депутатської діяльності та етики, забезпечення законності, правопорядку, охорони прав, свобод і законних інтересів громадян
- Постійна комісія з питань охорони навколишнього середовища та надзвичайних ситуацій
- Постійна комісія з питань бюджету, фінансів та соціально-економічного розвитку
- Постійна комісія з питань промисловості, підприємництва, транспорту і зв'язку
- Постійна комісія з питань торгівлі, громадського харчування, побутового обслуговування та захисту прав споживачів
- Постійна комісія з питань будівництва та залучення інвестицій
- Постійна комісія з питань регулювання земельних відносин
- Постійна комісія з питань житлово-комунального господарства та благоустрою
- Постійна комісія з питань управління комунальною власністю

### Тимчасові комісії
- Тимчасова контрольна комісія Дарницької районної в м. Києві ради з контролю щодо визначення додаткових джерел наповнення бюджету Дарницького району м. Києва
- Тимчасова контрольна комісія Дарницької районної в м. Києві ради з контролю щодо вирішення питань встановлення малих архітектурних форм та інших тимчасових споруд на території Дарницького району м. Києва

## Голови
- Кирилюк Микола Петрович (2001–2006)
- Сташук Віталій Філімонович (2006–2010)

## Депутати

### Списки
- Депутати Дарницької районної у місті Києві ради III скликання
- Депутати Дарницької районної у місті Києві ради IV скликання (2002–2006)
- Депутати Дарницької районної у місті Києві ради V скликання (2006-2010)

### Персоналії
- Беженар Георгій Дмитрович
- Кирилюк Микола Петрович
- Пінчук Анатолій Миколайович